# سیستلا
سیستلا (به اسپانیایی: Cistella) یک منطقهٔ مسکونی در اسپانیا است که در آلت امپوردا واقع شده‌است. سیستلا ۲۵٫۶ کیلومتر مربع مساحت دارد.